# Sbarro Ellipsis
La Sbarro Ellipsis è una concept car realizzata da Franco Sbarro nel 1997.

## Sviluppo
La vettura, costruita in collaborazione con Philippe Charbonneaux, recuperava un precedente progetto dell'ingegnere francese per lo sviluppo di un mezzo con il design in configurazione ovoidale e con le ruote disposte a forma di diamante.

## Tecnica
Il mezzo era dotati di un propulsore Porsche 6 cilindri dalla potenza di 286 CV gestito da un cambio automatico ZF Tiptronic a quattro rapporti. Grazie al basso coefficiente aerodinamico assicurato dalla linea ovoidale (0,17 cx), la Ellipsis poteva raggiungere la velocità massima di 300 km/h, con accelerazione da 0 a 100 km/h in 6 secondi.